# Матей Бор
Матей Бор, псевдонім Владімір Павшіч (словен. Matej Bor псевдонім словен. Vladimir Pavšič, 14 квітня 1913 р., Гргар — 29 вересня 1993 р., Любляна) — словенський поет, перекладач, драматург, журналіст, член Словенської академії наук і мистецтв, президент Асоціації словенських письменників і свого часу югославський партизан.

## Життєпис
- Навчався у середній школі та гімназії в Цельє.
- До 1937 р. студіював словенську та слов'янську філологію в університеті Любляни, слов'янознавство філософського факультету[sl].
- Він почав діяльність літературного критики, писав театральні рецензії, нариси і публікував їх у Люблянському звоні[en].
- Працював у Мариборі як журналіст, а потім рік — професором у Кочеварові.
- З 1941 р. під час Другої світової війни працював у царині культури та пропаганди на Югославському фронті.
- У 1942 р. вийшов друк його першої поетичної збірки.
- З 1965 р. він був постійним членом Словенської академія наук і мистецтв.
- Він був членом Словенського національного комітету звільнення[en], керував словенськими трансляціями на радіо Белграда та був таємним дописувачем-кореспондентом газети в Римі.
- У 1946—1948 рр. керував Люблянським національним драмтеатром[en].
- У 1954 р. написав сценарій до фільму «Весна» та ін.. Написав 12 п'єс і кілька творів для молоді.
- У 1959—1961 рр. він був президентом Асоціації словенських письменників[en].
- З 1965 р. до 1966 р. був президентом Спілки письменників Югославії.
- Від 1962 до 1966 р. був президентом Словенського ПЕН-клубу.
- Захистив наукову дисертацію про походження венеційських словенців й їх діалекту (див. «Венетська мова[ru]», «Венеційська мова»). Зробив переклади творів Вільяма Шекспіра та інших.

## Праці
- Jožko Šavli, Veneti: naši davni predniki («Венети: Наші стародавні предки», 1985 р., разом з Matej Bor, Ivan Tomažič), «Glas Korotana», 1985, 10, 5-50. (словен.)
- Jožko Šavli, Matej Bor, Unsere Vorfahren — die Veneter. Hrsg. von Ivan Tomažič. Wien, 1988 , ISBN 3-85013-110-6 (нім.)
- Матей Бор, Томажич И. П., «Венеты и этруски. У истоков европейской цивилизации». Избранные труды, г. СПб.: изд. «Алетейя», 2008 г., — 688 с. ISBN 978-5-91419-088-7 (рос.)

поезія
- Previharimo viharje, 1942. (словен.)
- Pesmi, 1944. (словен.)
- Pesmi, 1946. (словен.)
- Bršljan nad jezom, 1951. (словен.)
- Sled naših senc, 1958. (словен.)
- Podoknice tišini, 1983. (словен.)
- Sto manj en epigram, 1985. (словен.)

проза
- Uganke, 1951.
- Slike in pesmi o živalih, 1956.
- Sračje sodišče ali je, kar je, 1961.
- Pesmi za Manjo, 1985.
- Ropotalo in ptice, 1985.
- Palčki — pihalčki, 1991.

дискографія
- Zajček, 1968.
- Partizan, 1980.
- Jutri Gremo V Napad, 1988.
- Hej Brigade, 2006.

переклади
- A Wanderer Went Through the Atom Age, London: Adam Books, 1959. (англ.)
- A Wanderer in the Atom Age, Ljubljana: Državna založba Slovenije, 1970. (англ.)
- An Anthology of Modern Yugoslav Poetry, edited by Janko Lavrin, London: J. Calder, 1962. (англ.)